# Попово Поље
Попово Поље је насељено мјесто у саставу дистрикта Брчко, БиХ.
У селу је 2015. године почела изградња манастира Српске православне цркве, посвећеног Сабору светог архангела Гаврила - једини православни манастир на подручју Дистрикта Брчко.

## Прошлост
Попово је у средњем веку било знатно место, које је међутим разорио турски султан Мехмед II, 1463. године.

## Становништво
| Националност       | 1991.        |
| Срби               | 245 (98,79%) |
| Хрвати             | 0            |
| Муслимани          | 0            |
| Југословени        | 1 (0,40%)    |
| остали и непознато | 2 (0,81%)    |
| Укупно             | 248          |